# Parròquia de Cameron (Louisiana)
La Parròquia de Cameron (francès: Paroisse de Cameron) és la parròquia amb l'àrea amb més percentatge de terra en l'estat nord-americà de Louisiana. La seu de la parròquia és a Cameron, i a partir del 2010 la població estimada era de 6.839 habitants. És part de l'Àrea Estadística Metropolitana del Llac Charles.